# Джон Клебер
Джон Клебер Оливейра да Силва (порт.-браз. John Kleber Oliveira da Silva; род. 27 января 2000, Кампу-Моран, Парана) — бразильский футболист, нападающий.

## Клубная карьера
Футбольную карьеру начинал в составе клуба «Понте-Прета». 17 мая 2017 года в матче против клуба «Баия» дебютировал в бразильской Серии А (0:2), выйдя на замену на 46-й минуте вместо Мараньяна, но на 58-й минуте матча Джон получил травму и вместо него на поле вышел Эмерсон Роял.
В 2022 году перешёл в бразильский клуб «Сан-Жозе» Порту-Алегри.
В феврале 2023 года стал игроком уругвайского клуба «Хувентуд Лас-Пьедрас».
В феврале 2024 года подписал контракт с казахстанским клубом «Женис».

## Клубная статистика
| Игровая карьера | Игровая карьера         | Игровая карьера | Лига | Лига | Кубок | Кубок | Межд. | Межд. | Др. | Др. |
| --------------- | ----------------------- | --------------- | ---- | ---- | ----- | ----- | ----- | ----- | --- | --- |
| 2017            | Понте-Прета             | А               | 1    | 0    | —     | —     | —     | —     | —   | —   |
| 2022            | Риу Бранку              | ?               | 5    | 0    | —     | —     | —     | —     | —   | —   |
| 2023            | Сан-Жозе (Порту-Алегри) | ?               | 4    | 0    | —     | —     | —     | —     | —   | —   |
| 2023            | Хувентуд Лас-Пьедрас    | Б               | 28   | 7    | —     | —     | —     | —     | —   | —   |
| 2024            | Женис                   | А               | 2    | 0    | —     | —     | —     | —     | —   | —   |